# Liste des grands-ducs de Luxembourg
Ne doit pas être confondu avec Liste des comtes et ducs de Luxembourg.
Cet article dresse la liste des grands-ducs de Luxembourg. Elle fait suite à la liste des comtes et ducs de Luxembourg.

## Maison d'Orange-Nassau
Il n'y avait pas d'union constitutionnelle entre les Pays-Bas et le Grand-duché de Luxembourg, en dépit des tentatives du premier grand-duc, également roi des Pays-Bas. Seul le souverain était commun aux deux pays, créant une union personnelle. Celle-ci fut rendue caduque à la mort sans héritier mâle de Guillaume III d'Orange-Nassau. Le titre de grand-duc de Luxembourg passa alors à la branche des Nassau-Weilbourg, avec le grand-duc Adolphe, ce qui concrétisa, de facto, l'indépendance du Luxembourg.
| Rang | Portrait      | Nom                                                | Début règne    | Fin règne        | Titres                                      | Filiation |
| --- | ------------- | -------------------------------------------------- | -------------- | ---------------- | ------------------------------------------- | --- |
| 1 | Guillaume Ier | Guillaume Ier (24 août 1772 – 12 décembre 1843)    | 15 mars 1815   | 7 octobre 1840   | Roi des Pays-Bas et grand-duc de Luxembourg | Fils de Guillaume V d'Orange-Nassau (1748-1806), stathouder des Pays-Bas, et de Wilhelmine de Prusse (1751-1820). |
| 2 | Guillaume II  | Guillaume II (6 décembre 1792 – 17 mars 1849)      | 7 octobre 1840 | 17 mars 1849     | Roi des Pays-Bas et grand-duc de Luxembourg | Fils du précédent et de Wilhelmine de Prusse (1774-1837).                                                         |
| 3 | Guillaume III | Guillaume III (19 février 1817 – 23 novembre 1890) | 17 mars 1849   | 23 novembre 1890 | Roi des Pays-Bas et grand-duc de Luxembourg | Fils du précédent et d'Anna Pavlovna de Russie.                                                                   |
| 1850 - 1879 : Henri d'Orange-Nassau (1820-1879), frère de Guillaume III, lieutenant-représentant du grand-duc. |               |                                                    |                |                  |                                             | |

## Maison de Nassau(Nassau-Weilbourg)
Le roi et grand-duc Guillaume III n'ayant laissé qu'une fille (la reine Wilhelmine des Pays-Bas), la succession grand-ducale échut à une autre branche de la famille de Nassau. Les règles de dévolution furent ensuite modifiées, le 10 juillet 1907, à l'initiative du grand-duc Guillaume IV (père de six filles), pour permettre aux femmes d'accéder au trône et de transmettre les droits dynastiques.
Selon le gouvernement luxembourgeois, l'actuelle dynastie est titrée « dynastie de Nassau-Weilbourg » ou plus couramment « famille de Nassau », y compris les grands-ducs descendant de la grande-duchesse Charlotte et du prince Félix de Parme (1893-1970). Ces descendants ont tous fait précéder le titre de prince de Parme par le nom « de Nassau ».
| Rang | Portrait                     | Nom                                             | Début règne             | Fin règne                           | Titres                                                                                      | Filiation |
| --- | ---------------------------- | ----------------------------------------------- | ----------------------- | ----------------------------------- | ------------------------------------------------------------------------------------------- | --- |
| 4 | Adolphe de Luxembourg        | Adolphe (24 juillet 1817 – 17 novembre 1905)    | 23 novembre 1890        | 17 novembre 1905                    | Grand-duc de Luxembourg et duc de Nassau (duc souverain 1839-1866, duc titulaire 1866-1905) | Fils de Guillaume de Nassau (1792-1839), lui-même fils de Frédéric-Guillaume de Nassau-Weilburg (cousin de Guillaume Ier, ci-dessus), et de Louise de Saxe-Hildburghausen. |
| 5 | Guillaume IV de Luxembourg   | Guillaume IV (22 avril 1852 – 25 février 1912)  | 17 novembre 1905        | 25 février 1912                     | Grand-duc de Luxembourg et duc de Nassau                                                    | Fils du précédent et d'Adélaïde d'Anhalt-Dessau. |
| 1908 - 1912 : Marie-Anne de Portugal (1861-1942), épouse de Guillaume IV, lieutenant-représentant du grand-duc. |                              |                                                 |                         |                                     |                                                                                             | |
| 6 | Marie-Adélaïde de Luxembourg | Marie Adélaïde (14 juin 1894 – 24 janvier 1924) | 25 février 1912         | 15 janvier 1919                     | Grande-duchesse de Luxembourg et duchesse de Nassau                                         | Fille de Guillaume IV et de Marie-Anne de Portugal. |
| 7 | Charlotte de Luxembourg      | Charlotte (23 janvier 1896 – 9 juillet 1985)    | 15 janvier 1919         | 12 novembre 1964                    | Grande-duchesse de Luxembourg et duchesse de Nassau                                         | Sœur de la précédente. |
| 1961 - 1964 : Jean de Luxembourg (qui suit) lieutenant-représentant du grand-duc.                               |                              |                                                 |                         |                                     |                                                                                             | |
| 8 | Jean de Luxembourg           | Jean (5 janvier 1921 – 23 avril 2019)           | 12 novembre 1964        | 7 octobre 2000                      | Grand-duc de Luxembourg et duc de Nassau                                                    | Fils de Charlotte et de Félix de Bourbon-Parme. |
| 1999 - 2000 : Henri de Luxembourg (qui suit) lieutenant-représentant du grand-duc.                              |                              |                                                 |                         |                                     |                                                                                             | |
| 9 | Henri de Luxembourg          | Henri (16 avril 1955)                           | 7 octobre 2000          | En fonction Prévu le 3 octobre 2025 | Grand-duc de Luxembourg et duc de Nassau                                                    | Fils de Jean et de Joséphine-Charlotte de Belgique. |
| 2024 - 2025 : Guillaume de Luxembourg (qui suit) lieutenant-représentant du grand-duc.                          |                              |                                                 |                         |                                     |                                                                                             | |
| - | Guillaume de Luxembourg      | Guillaume (11 novembre 1981)                    | Prévu le 3 octobre 2025 | Héritier                            | Grand-duc héritier de Luxembourg et duc héritier de Nassau                                  | Fils d'Henri et de María Teresa Mestre. |

### Justification de l'actuelle dénomination de la famille de Nassau
Il faut préciser que la famille grand-ducale porte le patronyme de Nassau, nom hérité de la grande-duchesse Charlotte, même si, à titre personnel et de manière partielle (grandes armoiries seulement), elle arbore des armes incluant celles de Parme :
Blasonnement courant : Écartelé : 1 et 4, de Luxembourg ; 2 et 3, de Nassau ; sur-le-tout de Bourbon-Parme.
Armes de Luxembourg : Burelé (10) d'argent et d'azur, au lion de gueules, la queue fourchée passée en sautoir, armé, lampassé et couronné d'or.
Armes de Nassau : D'azur, semé de billettes d'or, au lion couronné du même, armé et lampassé de gueules, brochant sur le tout.
Armes de Bourbon-Parme : D'azur à trois (deux et une) fleurs de lys d'or à la bordure de gueules chargée de huit coquilles d'argent posées en orle.

Grandes armoiries du grand-duc Henri.

L'arrêté grand-ducal du 23 juin 2001, signé « Henri, Grand-Duc de Luxembourg, Duc de Nassau », dispose que les grandes armoiries sont :
« Écartelé, aux I et IV de Luxembourg qui est burelé d'argent et d'azur, au lion de gueules, la queue fourchue et passée en sautoir, armé, lampassé et couronné d'or, au II et III de Nassau qui est d'azur, semé de billettes d'or, au lion couronné du même, armé et lampassé de gueules, sur le tout en cœur de Bourbon de Parme qui est D'azur à trois (deux et une) fleurs de lys d'or à la bordure de gueules chargée de huit coquilles d'argent posées en orle.
« L'écu est timbré d'une couronne royale et entouré du ruban et de la croix de l'Ordre de la Couronne de Chêne.
« Les supports sont à dextre un lion couronné d'or, la tête contournée, la queue fourchue et passée en sautoir, armé et lampassé de gueules, à senestre un lion couronné d'or, la tête contournée, armé et lampassé de gueules, chaque lion tenant un drapeau luxembourgeois frangé d'or.
« Le tout est posé sur un manteau de pourpre, doublé d'hermine, bordé, frangé et lié d'or et sommé d'une couronne royale, les drapeaux dépassant le manteau. »
Il faut noter, dans l'autre arrêté fixant les petites et moyennes armoiries (signé le même jour et inclus dans le document lié ci-dessus), que les armes de Bourbon-Parme n'y sont pas reprises.
De surcroît, les règles de dévolution en vigueur disposent que le trône grand-ducal se transmet « dans la Famille de Nassau ».

## Généalogie de la succession
- Wigéric de Bidgau (??? – avant 922), comte palatin de Lotharingie
  -  Sigefroid de Luxembourg (922-998), comte de Luxembourg
    -   Henri Ier de Luxembourg (Henri V de Bavière) (964-1026), comte de Luxembourg
    - Frédéric de Luxembourg (965-1019), comte en Moselgau
      -   Henri II de Luxembourg (Henri VII de Bavière) (1007-1047), comte de Luxembourg
      -  Giselbert de Luxembourg (1007-1059), comte de Luxembourg
        -  Conrad Ier de Luxembourg (1040-1086), comte de Luxembourg
          -  Henri III de Luxembourg (1070-1096), comte de Luxembourg
          -  Guillaume Ier de Luxembourg (1081-1131), comte de Luxembourg
            -  Conrad II de Luxembourg (1106-1136), comte de Luxembourg

          - Ermensinde de Luxembourg (1080-11743), comtesse de Namur
            -   Henri IV de Luxembourg (Henri de Namur) (1112-1196), comte de Luxembourg
              -  Ermesinde Ire de Luxembourg (1186-1247), comtesse de Luxembourg +  Thiébaut de Luxembourg (Thiébaut Ier de Bar) (1158-1214), comte de Luxembourg +  Waléran de Luxembourg (Waléran III de Limbourg) (1180-1226), comte de Luxembourg
                -  Henri V de Luxembourg (1216-1281), comte de Luxembourg
                  -  Henri VI de Luxembourg (1250-1288), comte de Luxembourg
                    -   Henri VII de Luxembourg (Henri VII du Saint-Empire) (1275-1288), comte de Luxembourg
                      -   Jean Ier de Luxembourg (Jean Ier de Bohême) (1296-1346), comte de Luxembourg
                        -  Venceslas Ier de Luxembourg (1337-1383), comte puis duc de Luxembourg
                        - Jean-Henri de Moravie (1322-1375), margrave de Moravie
                          -   Jobst de Luxembourg (Jobst de Moravie) (1351-1411), duc de Luxembourg

                        - Bonne de Luxembourg (1315-1349)
                          - Philippe II de Bourgogne (1342-1404), duc de Bourgogne
                            - Jean Ier de Bourgogne (1371-1419), duc de Bourgogne
                              -   Philippe Ier de Luxembourg (Philippe III de Bourgogne) (1396-1467), duc de Luxembourg
                                -   Charles II de Luxembourg (Charles de Bourgogne « le Téméraire ») (1433-1477), duc de Luxembourg
                                  -   Marie Ire de Luxembourg (Marie de Bourgogne) (1457-1482), duchesse de Luxembourg +  Maximilien Ier de Luxembourg (Maximilien Ier du Saint-Empire) (1459-1519), duc de Luxembourg
                                    -   Philippe II de Luxembourg (Philippe Ier de Castille) (1478-1506), duc de Luxembourg
                                      -   Charles III de Luxembourg (Charles Quint) (1500-1558), duc de Luxembourg
                                        -   Philippe III de Luxembourg (Philippe II d'Espagne) (1527-1598), duc de Luxembourg
                                          -   Isabelle de Luxembourg (Isabelle d'Autriche) (1566-1633), duchesse de Luxembourg +  Albert de Luxembourg (Albert d'Autriche) (1559-1621), duc de Luxembourg
                                          - Catherine-Michelle d'Autriche (1567-1597)
                                            - Victor-Amédée Ier de Savoie (1587-1637), duc de Savoie
                                              - Henriette Adélaïde de Savoie (1636-1676)
                                                -   Maximilien II de Luxembourg (Maximilien-Emmanuel de Bavière) (1662-1726), duc de Luxembourg

                                          - Philippe III d'Espagne (1578-1621), roi d'Espagne
                                            -   Philippe IV de Luxembourg (Philippe IV d'Espagne) (1605-1665), duc de Luxembourg
                                              -   Charles IV de Luxembourg (Charles II d'Espagne) (1661-1700), duc de Luxembourg
                                              - Marie-Thérèse d'Autriche (1638-1683), infante d'Espagne, reine consort de France
                                                - Louis de France (1661-1711), dauphin de France
                                                  -   Philippe V de Luxembourg (Philippe V d'Espagne) (1683-1746), duc de Luxembourg

                                            - Marie-Anne d'Autriche (1608-1646), infante d'Espagne
                                              - Léopold Ier du Saint-Empire (1640-1705), empereur romain germanique
                                                -   Charles V de Luxembourg (Charles VI du Saint-Empire) (1685-1740), duc de Luxembourg
                                                  -   Marie II de Luxembourg (Marie-Thérèse d'Autriche) (1717-1780), duchesse de Luxembourg +  François Ier de Luxembourg (François Ier du Saint-Empire) (1708-1765), duc de Luxembourg
                                                    -   Joseph de Luxembourg (Joseph II du Saint-Empire) (1741-1790), duc de Luxembourg
                                                    -   Léopold de Luxembourg (Léopold II du Saint-Empire) (1747-1792), duc de Luxembourg
                                                      -   François II de Luxembourg (François Ier d'Autriche) (1768-1835), duc de Luxembourg

                        -   Charles Ier de Luxembourg (Charles IV du Saint-Empire) (1316-1378), comte de Luxembourg
                          -   Venceslas II de Luxembourg (Venceslas Ier du Saint-Empire) (1361-1419), duc de Luxembourg
                          - Jean de Goerlitz (1370-1396), duc de Görlitz
                            -   Élisabeth Ire de Luxembourg (Élisabeth de Goerlitz) (1390-1451), duchesse de Luxembourg +  Antoine de Luxembourg (Antoine de Brabant) (1384-1415), duc de Luxembourg +  Jean II de Luxembourg (Jean III de Bavière) (1374-1424), duc de Luxembourg

                          - Sigismond Ier du Saint-Empire (1368-1437), empereur romain germanique
                            - Élisabeth de Luxembourg (1409-1442)
                              -  Ladislas de Luxembourg (Ladislas Ier de Bohême) (1440-1457), duc prétendant de Luxembourg
                              -   Élisabeth II de Luxembourg (Élisabeth de Habsbourg) (1436-1505), duchesse prétendante de Luxembourg +  Casimir de Luxembourg (Casimir IV Jagellon) (1427-1492), duc prétendant de Luxembourg
                              -  Anne de Luxembourg (1432-1462), duchesse prétendante de Luxembourg +  Guillaume de Luxembourg (Guillaume III de Saxe) (1425-1482), duc prétendant de Luxembourg
                                - Marguerite de Saxe (1449-1501)
                                  - Anne de Brandebourg (1487-1514)
                                    - Christian III de Danemark (1503-1559), roi de Danemark et de Norvège
                                      - Frédéric II de Danemark (1534-1588), roi de Danemark et de Norvège
                                        - Anne de Danemark (1574-1619)
                                          - Élisabeth Stuart (1596-1662)
                                            - Sophie de Hanovre (1630-1714)
                                              - George Ier de Grande-Bretagne (1660-1727), roi de Grande-Bretagne et d'Irlande
                                                - George II de Grande-Bretagne (1683-1760), roi de Grande-Bretagne et d'Irlande
                                                  - Anne de Hanovre (1709-1759), régente des Pays-Bas
                                                    - Guillaume V d'Orange-Nassau (1748-1806), stathouder héréditaire des Pays-Bas
                                                      -   Guillaume Ier de Luxembourg (Guillaume Ier des Pays-Bas) (1772-1843), grand-duc de Luxembourg
                                                        -   Guillaume II de Luxembourg (Guillaume II des Pays-Bas) (1792-1849), grand-duc de Luxembourg
                                                          -   Guillaume III de Luxembourg (Guillaume III des Pays-Bas) (1817-1890), grand-duc de Luxembourg

                                                    - Caroline d'Orange-Nassau (1743-1787), régente des Pays-Bas
                                                      - Frédéric-Guillaume de Nassau-Weilburg (1768-1816), prince de Nassau-Weilburg, duc de Nassau
                                                        - Guillaume de Nassau (1792-1839), duc de Nassau
                                                          -  Adolphe de Luxembourg (1817-1905), grand-duc de Luxembourg
                                                            -  Guillaume IV de Luxembourg (1852-1912), grand-duc de Luxembourg
                                                              -   Marie-Adélaïde de Luxembourg (1894-1924), grande-duchesse de Luxembourg
                                                              -  Charlotte de Luxembourg (1896-1985), grande-duchesse de Luxembourg
                                                                -   Jean de Luxembourg (1921-2019), grand-duc de Luxembourg
                                                                  -  Henri de Luxembourg (1955), grand-duc de Luxembourg